# Grania stilifera
Grania stilifera är en ringmaskart som beskrevs av Erséus 1990. Grania stilifera ingår i släktet Grania och familjen småringmaskar. Inga underarter finns listade i Catalogue of Life.